# ستيف ويد
ستيف ويد (بالإنجليزية: Steve Wade)‏ هو كاتب أغاني أسترالي، ولد في القرن العشرين في ليفربول في المملكة المتحدة.

## وصلات خارجية
- الموقع الرسمي
- ستيف ويد على موقع ميوزك برينز (الإنجليزية)